# Catarroja (Gerichtsbezirk)
Der Gerichtsbezirk Catarroja ist einer der 18 Gerichtsbezirke in der Provinz Valencia.
Der Bezirk umfasst 7 Gemeinden auf einer Fläche von 38,75 km² mit dem Hauptquartier in Catarroja.

## Gemeinden
| Gemeinde                 | Einwohner (2024) | Fläche km² | Dichte Einw./km² | Cod INE | Postleitzahl |
| ------------------------ | ---------------- | ---------- | ---------------- | ------- | ------------ |
| Albal                    | 17.038           | 7,37       | 2.312            | 46007   | 46470        |
| Alfafar                  | 22.131           | 10,10      | 2.191            | 46022   | 46910        |
| Benetússer               | 16.322           | 0,78       | 20.926           | 46054   | 46910        |
| Catarroja                | 30.142           | 13,04      | 2.312            | 46094   | 46470        |
| Llocnou de la Corona     | 121              | 0,04       | 3.025            | 46152   | 46910        |
| Massanassa               | 10.345           | 5,59       | 1.851            | 46165   | 46470        |
| Sedaví                   | 10.908           | 1,83       | 5.961            | 46223   | 46910        |
| Gerichtsbezirk Catarroja | 107.007          | 38,75      | 2.761            | –       | –            |